# Transmission intégrale
Pour les articles homonymes, voir 4×4, Intégral et AWD.

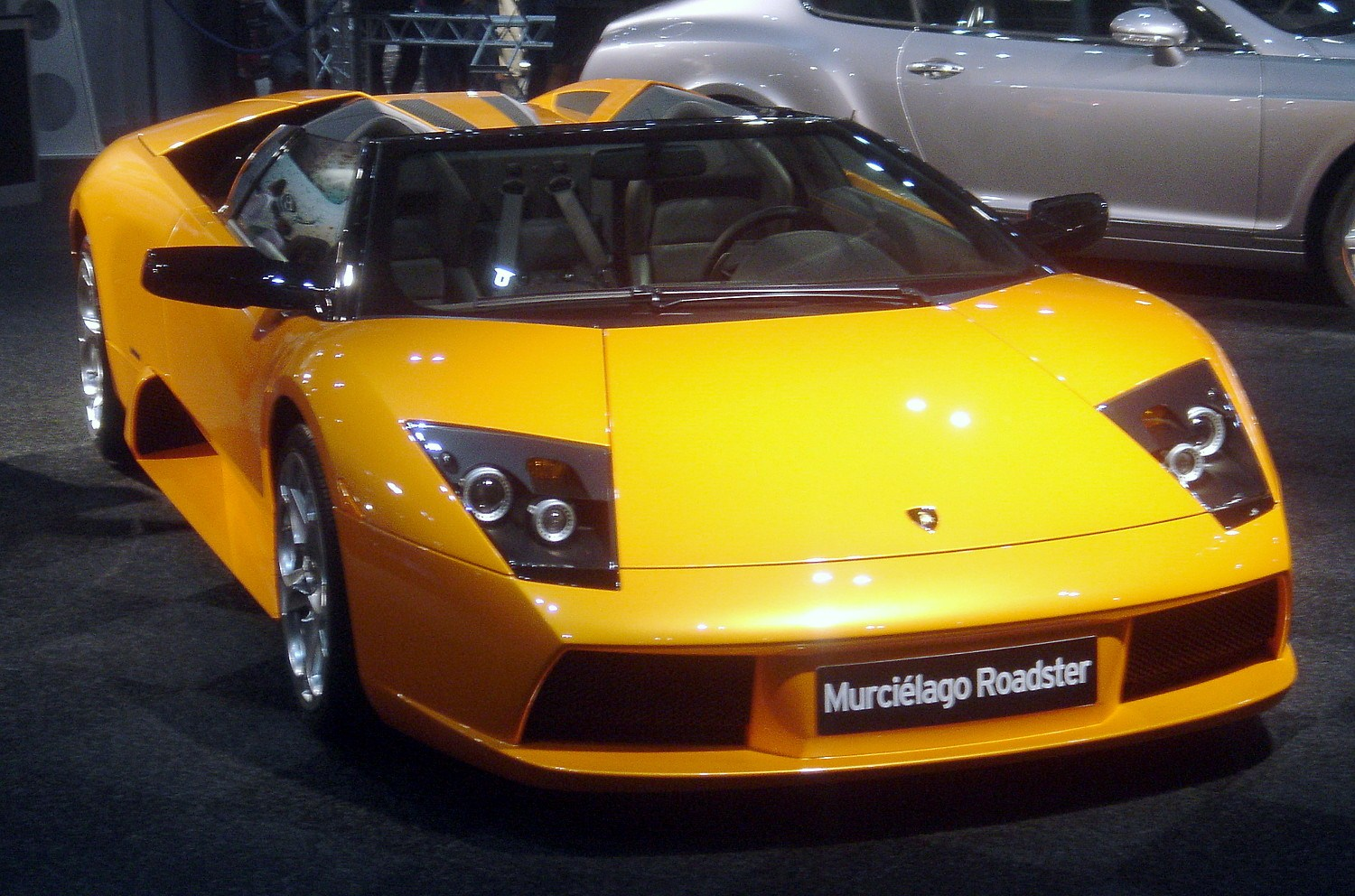
La Lamborghini Murciélago est un véhicule à transmission intégrale qui transmet la puissance aux roues avant par un différentiel arrière à visco-coupleur.

Sur un véhicule automobile, une transmission intégrale désigne un type de transmission par laquelle la force du moteur est transmise à toutes les roues qui deviennent alors motrices. Ce couplage peut être permanent, automatique ou sur commande et s'effectue généralement via une boîte de transfert (en) couplée à un arbre supplémentaire.
Ce type de transmission est aussi appelé « 4 × 4 » (prononcé « quatre quatre » ou « quatre par quatre »), « 4WD » (en anglais, pour Four Wheel Drive), « AWD » (All Wheel Drive), ou tout simplement « 4 roues motrices », dans le cas d'un véhicule à quatre roues. On parle aussi de « 6 × 6 » (six roues motrices) ou de « 8 × 8 » (huit roues motrices) sur certains camions et véhicules militaires.

## Origine du terme
À l'origine, le sigle d'origine anglophone « AWD » distinguait les véhicules avec toutes leurs roues motrices en toutes circonstances (par exemple l'Audi Quattro) par opposition aux véhicules « 4WD » ou « 4 × 4 » qui fonctionnaient en utilisation normale en propulsion (deux roues arrière motrices), avec la possibilité d'enclencher le train avant si nécessaire, en terrain difficile (véhicules tout-terrain, par exemple le LuAZ-969). Par abus de langage, ces deux appellations sont assez souvent utilisées comme synonymes.

## Histoire

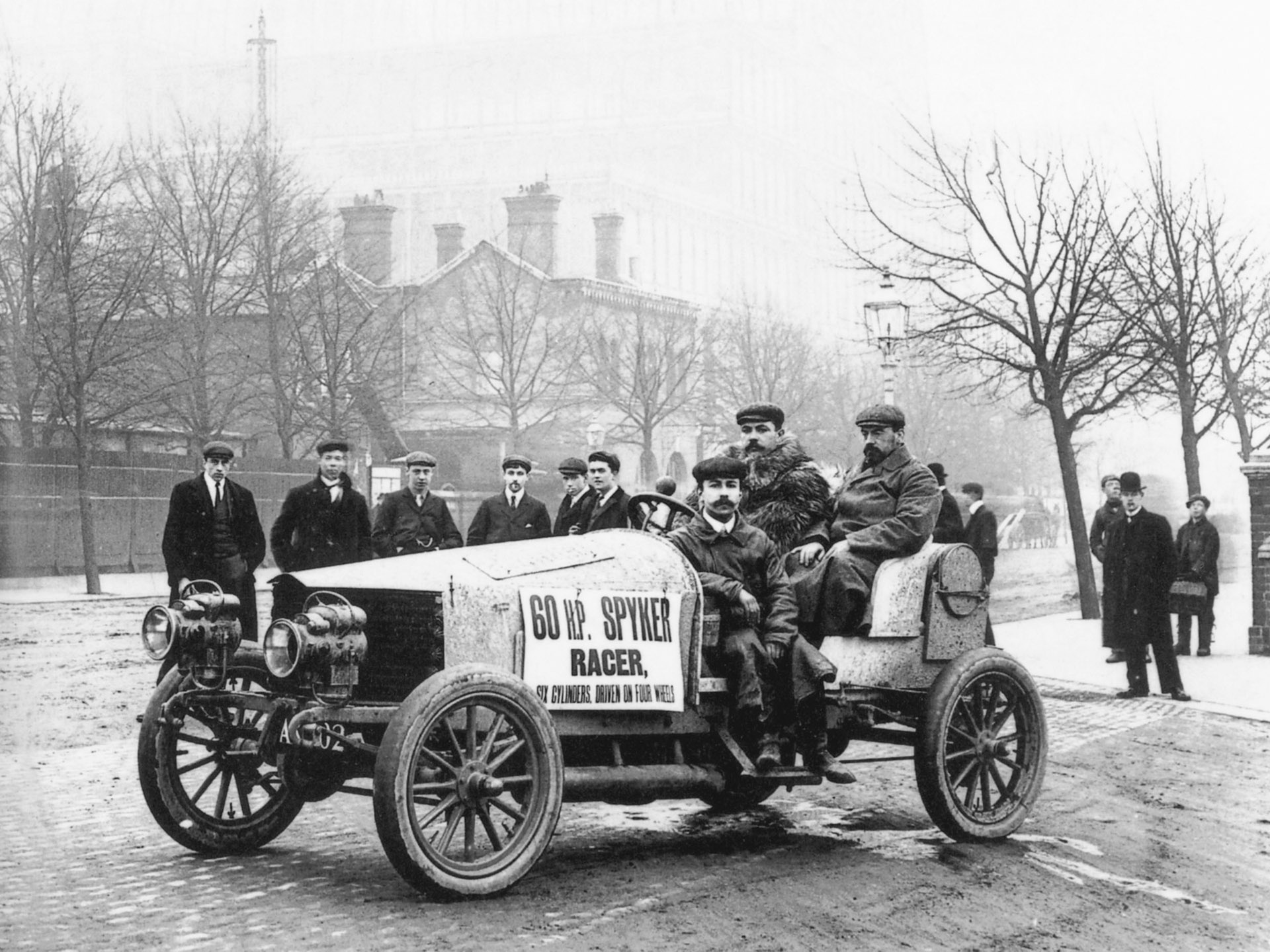
Spyker 60 ch à quatre roues motrices.

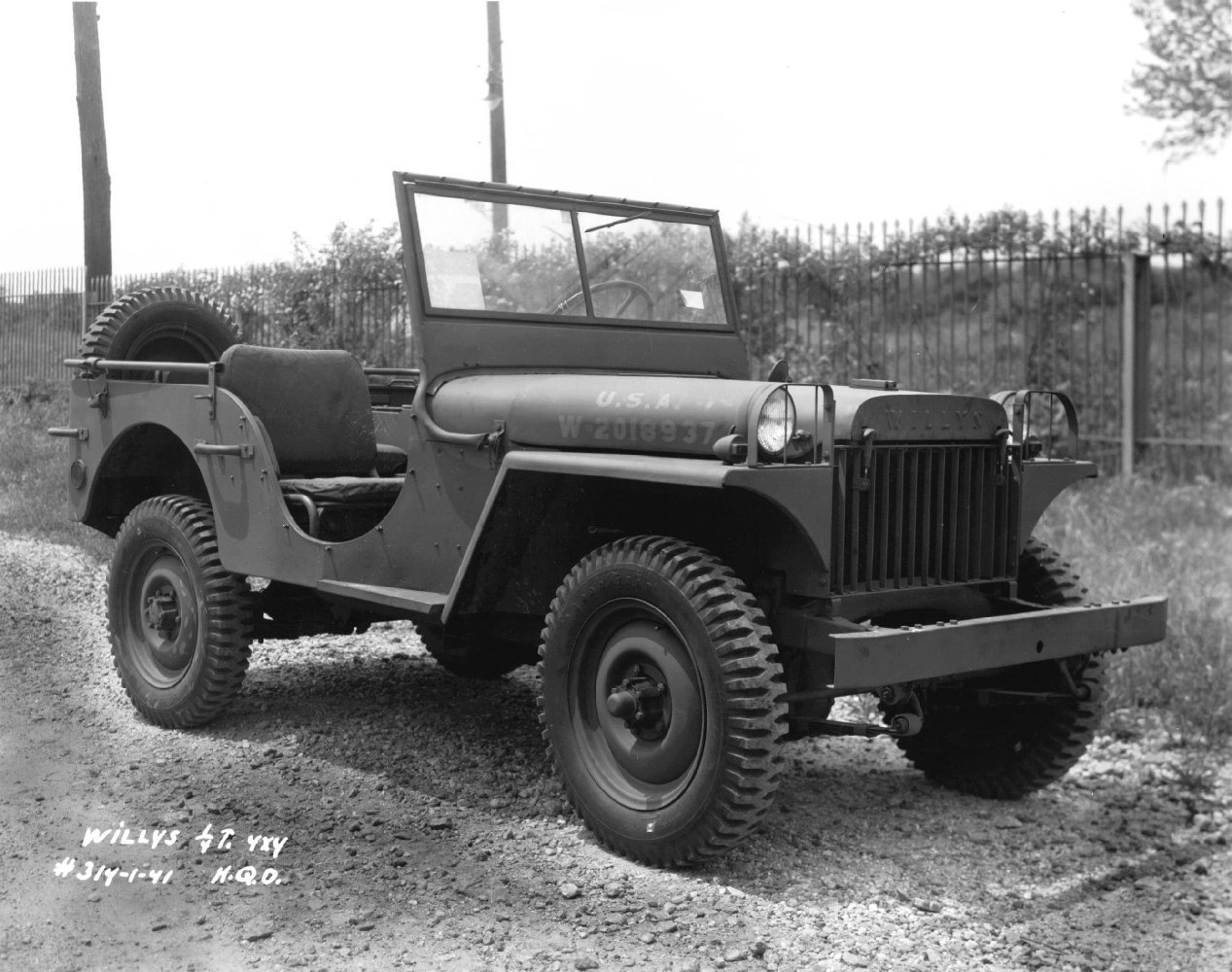
Une Jeep Willys.

L'origine de la transmission intégrale est presque aussi ancienne que celle de l'automobile.
En 1899, Ferdinand Porsche construit un véhicule électrique à quatre roues motrices (chaque roue est équipée d'un moteur électrique) pour une entreprise de Vienne (Lohner ou Lohner-Werke ou Lohner-Porsche), il sera présenté à Paris lors de l'exposition universelle de 1900.
En 1903, la première voiture à quatre roues motrices propulsée par un moteur à explosion est une machine conçue pour les courses de côte, la Spyker 60 HP, présentée par les frères hollandais Jacobus et Hendrik-Jan Spijker d'Amsterdam,. Cette voiture de sport à deux places, première également à être pourvue d'un moteur à six cylindres et de quatre freins, est aujourd'hui exposée à La Haye, au musée Louwman.
À partir de 1905 apparaissent divers véhicules de ce type aux États-Unis. La société Four Wheel Drive (en) construira son camion Mode B à quatre roues motrices à 15 000 exemplaires pour les armées britanniques et américaines lors de la Première Guerre mondiale. Environ 11 500 Nash Quads, un camion 4 × 4 de Thomas B. Jeffery Company (en), sont aussi produits durant cette période.
Daimler-Benz a une histoire riche dans le domaine des quatre roues motrices. En 1907, Daimler Motoren Gesellschaft construit le Dernburg-Wagen, un 4 × 4 également pourvu de quatre roues directrices (4RD).
En France, le tracteur Latil de 1913 est équipé de quatre roues motrices.
En 1926, Mercedes et BMW introduisent un véhicule très particulier à six roues dont quatre roues motrices à l'arrière, le G1, puis G4. Le Mercedes-Benz G5 et BMW 325 4 × 4 de 1937 est équipé de quatre roues motrices, quatre roues directrices, trois différentiels à blocage, et d'un système de suspension indépendante.
La Mitsubishi PX 33 de 1934 est la première voiture japonaise à quatre roues motrices permanentes.
Mais, c'est dans le milieu militaire que la transmission 4 × 4 va s'imposer, avec la nécessité pour les véhicules de disposer d'une meilleure motricité que celle d'une simple transmission à deux roues motrices classique pour faciliter la progression en terrain difficile. C'est notamment le cas de la célèbre Jeep Willys, véhicule tout-terrain américain, apparu lors de la Seconde Guerre mondiale, et qui jouera un rôle de précurseur dans les véhicules tout-terrain, militaires comme civils. Par la suite, la transmission intégrale sera principalement utilisée sur des véhicules tout-terrain d'armées ou civils, notamment dans les pays où le réseau routier est inexistant et les pistes difficilement praticables par les voitures de tourisme.
La Land Rover est présentée au salon de l'automobile d'Amsterdam en avril 1948.
Dans les années 1970, le constructeur japonais Subaru fut le premier constructeur automobile généraliste à avoir l'idée d'utiliser la transmission intégrale sur des berlines routières de grande série. Il est aujourd'hui reconnu comme l'un des plus grands spécialistes de la transmission intégrale, et possède la gamme de quatre roues motrices la plus étendue au monde. Audi suivra le mouvement dans les années 1980 en lançant l'Audi Quattro, née selon la volonté de Ferdinand Piëch, qui avait été épaté par les capacités de motricité du tout-terrain militaire Volkswagen Iltis. Audi généralisa la transmission Quattro en la proposant sur la plupart de ses modèles.
Actuellement, la plupart des constructeurs automobiles proposent des véhicules à transmission intégrale, aussi bien des berlines, breaks, coupés sportifs, que sur des véhicules tout-terrain (que ce soit automobile ou camion), SUV ou pick-up.
Exemples de transmissions intégrales de différents constructeurs:
- S-AWD - chez Subaru (depuis la Leone 4WD Station Wagon 1972)
- Quattro - chez Audi (depuis l'Audi Quattro 1980)
- Syncro puis 4motion - chez Volkswagen (Transporter T3 de 1984)
- xDrive - chez BMW (depuis la Serie 3 E30 325ix de 1985)
- 4Matic chez Mercedes-Benz (depuis la Classe E W124 de 1986)
- ATTESA - chez Nissan (depuis la Bluebird 1987)
- All-Trac - chez Toyota (depuis la Celica All-Trac Turbo 1988)
- QUADRA - chez Renault (R21 Turbo de 1989)
- 4drive - chez Seat (depuis la Leon I de 1999)
- SH-AWD - chez Honda (depuis la Legend IV de 2004)
- S-AWC - chez Mitsubishi Motors (depuis la Lancer Evo X de 2007)

## Fonctionnement
On distingue trois types de transmission intégrale : enclenchable, semi-permanente, et permanente.
EnclenchableUtilisée principalement sur les véhicules tout-terrain traditionnels, le principe est que le véhicule roule normalement en deux roues motrices (traction ou plus régulièrement propulsion). Lorsque l'adhérence devient précaire, le conducteur peut enclencher à l'aide d'une commande le pont avant ou arrière. Certains de ces véhicules ne possèdent pas de différentiel central (équivalent au différentiel d'un essieu et répartissant les forces et différences de vitesses de roulage entre essieux avant et arrière), et ne peuvent rouler en quatre roues motrices sur terrain sec et accrocheur, ce qui en constitue le principal désavantage sauf en cas de croisement de ponts (exemple: Citroën AX 4X4 de 1991).
Semi-permanenteUtilisée principalement sur les berlines ou SUV à moteur transversal, le principe est que le véhicule roule normalement en deux roues motrices (traction pour la plupart des véhicules de ce type). Lorsque le véhicule détecte une différence de vitesse entre les roues avant et arrière, un visco-coupleur envoie une partie du couple sur le train de roues jusqu'ici inexploité. Les principaux avantages sont que le système prend peu de place et se révèle économe en carburant. Le désavantage est que le système est moins réactif par rapport à une transmission intégrale permanente. Dans le cas d'une traction, le véhicule va progressivement « s'asseoir » sur l'arrière avant la perte de motricité (dans une courbe par exemple). Ce système constitue un gage de sécurité (exemple: VW Golf VR6 Syncro de 1991).
PermanenteUtilisée principalement sur les berlines et SUV haut de gamme, le principe est que le véhicule possède un différentiel central avec une transmission qui répartit la motricité en permanence sur les quatre roues. Le rapport avant/arrière peut changer selon les conditions. Système idéal en termes de motricité, il est beaucoup plus volumineux et consomme plus de carburant.

## Rallye
L'Audi Quattro, dans les années 1980, a imposé la transmission intégrale au plus haut niveau du rallye mondial. Encore aujourd'hui, toutes les voitures participant au championnat du monde des rallyes (WRC) sont des « quatre roues motrices », de même que les Groupes N de la classe N4. Les avantages de la transmission intégrale sur des surfaces inégales et/ou glissantes sont importants : sur des chemins de terre, sur la neige ou sur l'asphalte humide, le gain de motricité apporté par les quatre roues compense largement le surpoids de ce type de transmission.